# Saint Benoît (Le Greco)
Pour les articles homonymes, voir Benoît et Saint Benoît.
Saint Benoît est un tableau peint par El Greco entre 1577 et 1578. Il mesure 116 cm de haut sur 81 cm de large. Il est conservé au Musée du Prado à Madrid.

## Analyse
L'élaboration du retable de l'église abbatiale de Santo Domingo el Antiguo de Tolède est une des premières commandes du Greco peu de temps après son arrivée en Espagne. Il la reçoit par l'intermédiaire de son ami Diego de Castille, son mécène.
Le tableau représente saint Benoît, fondateur des Bénédictins à qui appartiennent  les moines de Santo Domingo depuis le XIe siècle. Il porte son habit noir et tient de la main gauche une crosse richement décorée d'or et d'argent. Les nuages et un morceau de ciel marquent l'unique référence spatiale. Le corps du personnage est caché d'une étoffe pesante. Il se détache sur un fond à coups de pinceau épais, un morceau de ciel bleu lui faisant une sorte d'auréole.